# Geldropse watermolen
De Geldropse watermolen, later ook Weverijmolen genaamd, is een onderslagmolen op de Kleine Dommel te Geldrop. Deze werd reeds in de middeleeuwen vermeld, en in 1798 was er sprake van een dubbele watermolen die zowel dienstdeed als korenmolen, oliemolen en volmolen.

## Geschiedenis
De voorloper van de huidige watermolen is gebouwd in 1403 of eerder. Aanvankelijk fungeerde ze als koren- en oliemolen.
Tijdens de negentiende eeuw kwam in Geldrop de textielindustrie op. Als gevolg hiervan werd deze molen ingebouwd in de wollenstoffenfabriek die sinds 1820 bestond. Het rad werd gebruikt om de volmachines aan te drijven. In 1854 werden in plaats hiervan de nieuwe spinmachines met waterkracht aangedreven. Vervolgens werd, in 1874, het rad vervangen door een voor die tijd modern Sagebien-waterrad, dat gefabriceerd werd door de firma Pastèges et Fils te Luik. Mogelijk is de aanschaf van dit rad geadviseerd door Van den Heuvels vriend, de Maastrichtse industrieel Petrus Regout.

## Verval en restauratie
In 1920 werd de watermolen stilgelegd, aangezien de fabriek volledig overging op stoomkracht en elektriciteit. Dit was ook betrouwbaarder, daar de wateraanvoer in de Kleine Dommel lang niet altijd voldoende was. Enkele jaren daarna stortte het rad in en werd het aandrijfmechanisme afgebroken. Het riviertje werd overkluisd met een betonnen vloer. Gedurende de tweede helft van de 20e eeuw kwijnde de textielindustrie geleidelijk weg en in 1980 sloot de fabriek, die daarop in verval raakte. Omstreeks 1995 was er zelfs een brand. Hierna begon men met renoveren en men vond nog resten van het oude rad, en op basis hiervan, en van een tekening van het oude rad van Regout, werd een replica gebouwd. Dit werd in 2000 in werking gesteld, toen in het gerestaureerde gebouw van de oude spinnerij ook het Weverijmuseum Geldrop werd geopend.
Hoewel het rad nu draaiende is, wordt de waterkracht vooralsnog nergens voor gebruikt. Er bestaan plannen om hier elektriciteit mee op te wekken, maar dan moet de Kleine Dommel weer voldoende mogen worden opgestuwd.

## Nabijgelegen watermolens
Stroomafwaarts op de Kleine Dommel vinden we de Collse Watermolen. Stroomopwaarts heeft ooit de Strabrechtse Watermolen gestaan.